# The Island (film, 2005)
Pour les articles homonymes, voir The Island.
« L'île (film, 2005) » redirige ici. Pour les autres significations, voir L'île.
Pour plus de détails, voir Fiche technique et Distribution.
The Island ou L'île au Québec est un film de science-fiction américain réalisé par Michael Bay, sorti en 2005. Le film est articulé autour des thèmes du clonage, de la vente d'organes et de l'éthique médicale.
Le film se déroule en 2019. Lincoln 6-Echo (Ewan McGregor) et son amie Jordan 2-Delta (Scarlett Johansson) font partie des centaines de pensionnaires d'un gigantesque complexe fermé, aseptisé, mais dit idyllique. À en croire le docteur Merrick (Sean Bean) et ses agents, une terrible contamination a ravagé la Terre quelques années auparavant. Heureusement, des survivants sont régulièrement retrouvés pour être ramenés dans le complexe dont le but est de préserver les résidents de la contamination. La vie y est encadrée et étroitement surveillée. Aussi, pour illuminer l'existence morne de cet univers stérile et totalitaire, chaque personne place ses espoirs dans la Loterie, un générateur numérique aléatoire qui appelle régulièrement quelques noms. Les heureux gagnants reçoivent le privilège de quitter le complexe pour un transfert sur l'Île, censée être le dernier territoire à avoir échappé à la contamination, et ce afin d'y être les Adam et Ève d'une nouvelle humanité.

## Synopsis
Le 19 juillet 2019, Lincoln Six Echo et Jordan Two Delta vivent avec d'autres dans un complexe isolé. Cette communauté dystopique est régie par un ensemble de règles strictes. On dit aux résidents que le monde extérieur est devenu trop contaminé pour soutenir la vie, à l'exception d'une île exempte d'agents pathogènes. Chaque semaine, un résident quitte l'enceinte et part vivre sur l'île grâce à une loterie.
Lincoln commence à avoir des rêves dont il sait qu'ils ne sont pas issus de ses propres expériences. Le Dr Merrick, un scientifique et directeur du complexe, est inquiet et place des sondes dans le corps de Lincoln pour surveiller son activité cérébrale. Alors qu'il visite secrètement une installation électrique interdite dans le sous-sol où travaille le technicien James McCord, Lincoln découvre un papillon de nuit vivant dans un puits de ventilation, ce qui l'amène à déduire que le monde extérieur n'est pas vraiment contaminé. Lincoln suit le papillon de nuit dans une autre section, où il découvre que la "loterie" est en fait un système pour éliminer sélectivement les habitants de l'enceinte, où le "gagnant" est ensuite utilisé pour le prélèvement d'organes, les grossesses de substitution et d'autres fins importantes.
Merrick apprend que Lincoln a découvert la vérité sur son existence, ce qui oblige celui-ci à s'échapper. Pendant ce temps, Jordan a été sélectionnée pour l'île. Lincoln et Jordan s'échappent de l'installation et émergent dans le désert. Lincoln lui explique la vérité et ils partent à la découverte du monde réel. Merrick engage le mercenaire burkinabé et ancien agent du GIGN Albert Laurent pour les retrouver et les ramener dans l'enceinte. Merrick explique à Laurent que si l'on dit au public que les clones sont maintenus dans un état végétatif persistant, des essais ont montré que les organes ne survivraient que si les clones avaient une conscience, ce qui est contraire aux lois eugéniques.
Lincoln et Jordan trouvent McCord, qui explique que tous les résidents de l'établissement sont des clones de riches clients (surnommés "sponsors") et sont tenus ignorants du monde réel et conditionnés à ne jamais remettre en question leur environnement ou leur histoire. McCord fournit le nom du sponsor de Lincoln, le concepteur de yachts Tom Lincoln, à Los Angeles et les aide à se rendre à la station Yucca maglev, où ils montent à bord d'un train Amtrak pour Los Angeles avant que des mercenaires ne le tuent. À New York, la marraine de Jordan, la top model Sarah Jordan, est dans le coma à la suite d'un accident de voiture et a besoin de greffes de Jordan pour survivre. A New-York, les deux clones sont retrouvés et arrêtés par la vraie police qui a identifié la carte de McCord qu'ils viennent d'utiliser pour en savoir plus sur leurs sponsors, avant que l'équipe de Laurent puisse les intercepter. Ceux-ci s'en prennent aux policiers pour les récupérer, mais les deux clones, après une longue et très intense course-poursuite à travers Los Angeles, réussissent à échapper à leurs poursuivants et à la mort. Ils passent la nuit caché avant d'aller à la rencontre du sponsor de Lincoln, Tom, dont il a obtenu l'adresse lors de son "identification" par la police. Pendant ce temps à l'institut, le Dr Merrick tue un ami de Lincoln, Gandu Three Echo, car celui-ci commence à remettre en question son environnement comme Lincoln.
Lincoln rencontre Tom, qui lui donne des explications sur l'institut de clonage, ce qui fait que Lincoln se rend compte qu'il a gagné les souvenirs de Tom. Ce dernier accepte apparemment d'aider Lincoln et Jordan à révéler les crimes de Merrick au public, mais les trahit secrètement à Merrick et Laurent, car il a désespérément besoin du foie de Lincoln pour survivre à sa cirrhose. Cependant, Jordan, connaissant Lincoln par coeur, sait que Tom ment et refuse de les accompagner. Incitant Lincoln à partir avec lui, Tom l'amène dans une embuscade qui se traduit par une poursuite en voiture dans la banlieue de Los Angeles et se termine par Lincoln incitant Laurent à croire que Tom est le clone et le tue, lui permettant d'assumer l'identité de Tom. De retour chez celui-ci, Lincoln et Jordan cèdent à leurs envies romantiques et ont des relations sexuelles.
Merrick suppose qu'un défaut de clonage était responsable des souvenirs et du comportement de Lincoln, ce qui l'a amené, ainsi que toutes les futures générations de clones, à remettre en question leur environnement et même à puiser dans les souvenirs de leur sponsor. Pour éviter cela, il décide d'éliminer les quatre dernières générations de clones. Lincoln et Jordan prévoient cependant de libérer les autres clones. Se faisant passer pour Tom, Lincoln retourne dans l'enceinte pour détruire les projecteurs holographiques qui cachent le monde extérieur. Jordan se laisse prendre pour aider le plan de Lincoln. Laurent, qui a des scrupules moraux à propos du traitement des clones après avoir été témoin de leur combat pour la survie et appris que Sarah Jordan pourrait ne pas survivre même avec les greffes d'organes, aide Jordan. Après un long combat, Lincoln tue Merrick avec un fusil harpon, et les clones sont libérés, voyant le monde extérieur pour la première fois. Alors que Laurent abandonne apparemment sa vie de mercenaire, Lincoln et Jordan partent ensemble dans l'un des bateaux de Tom vers une île, réalisant leur rêve d'aller un jour dans un tel endroit.

## Fiche technique
Sauf indication contraire, les informations mentionnées dans cette section peuvent être confirmées par les bases de données cinématographiques IMDb et Allociné,  présentes dans la section « Liens externes ».
- Titre original et français : The Island
- Titre québécois : L'Île[1]
- Réalisation : Michael Bay
- Scénario : Alex Kurtzman, Roberto Orci et Caspian Tredwell-Owen, d'après une histoire de Caspian Tredwell-Owen
- Musique : Steve Jablonsky
- Direction artistique : Jon Billington, Sean Haworth, David Sandefur et Martin Whist
- Décors : Nigel Phelps
- Costumes : Deborah L. Scott
- Maquillage : Edouard F. Henriques, Greg Nicotero
- Photographie : Mauro Fiore
- Son : Karen Baker Landers, Per Hallberg, Tateum Kohut, Kevin O'Connell, Greg Orloff, Greg P. Russell
- Montage : Paul Rubell et Christian Wagner
- Production : Michael Bay, Ian Bryce et Walter F. Parkes
  - Production déléguée : Laurie MacDonald
  - Production associée : Kenny Bates, Matthew Cohan, Heidi Fugeman, Josh McLaglen et Steven P. Saeta
- Sociétés de production : Amblin Entertainment, K/O Paper Products et Parkes/MacDonald Productions, présenté par Dreamworks Pictures et Warner Bros.
- Sociétés de distribution : DreamWorks Distribution et Warner Bros. (États-Unis, Québec) ; Fox-Warner (Suisse romande) ; Warner Bros. (France, Belgique)
- Budget : 120 millions USD[2] ; 122 millions USD[3] ; 126 millions USD[4]
- Pays de production :  États-Unis
- Langue originale : anglais
- Format : couleur (Technicolor) — 35 mm — 2,39:1 (Panavision) — son DTS / Dolby Digital / SDDS
- Genre : science-fiction, action, thriller
- Durée : 136 minutes
- Dates de sortie[5] :
  - États-Unis, Québec : 22 juillet 2005[1]
  - France, Belgique, Suisse romande : 17 août 2005[6],[7],[8]
- Classification[9] :
  - États-Unis : accord parental recommandé, film déconseillé aux moins de 13 ans (PG-13 - Parents Strongly Cautioned)[N 1]
  - France : tous publics avec avertissement[10],[N 2]
  - Belgique : tous publics (Alle Leeftijden)[7]
  - Suisse romande : interdit aux moins de 14 ans[11]
  - Québec : tous publics - déconseillé aux jeunes enfants (G - General Rating)[1]

## Distribution

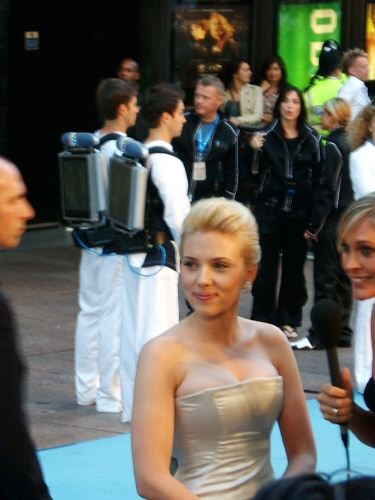
L'actrice principale Scarlett Johansson à une première du film, en août 2005.

- Ewan McGregor (VF : Bruno Choël ; VQ : François Godin) : Lincoln Six Echo / Tom Lincoln
- Scarlett Johansson (VF : Julia Vaidis-Bogard ; VQ : Camille Cyr-Desmarais) : Jordan Two Delta / Sarah Jordan
- Djimon Hounsou (VF : Jean-Paul Pitolin ; VQ : Marc-André Bélanger) : Albert Laurent
- Sean Bean (VF : François-Éric Gendron ; VQ : Benoît Rousseau) : Dr Bernard Merrick
- Steve Buscemi (VF : Hervé Bellon ; VQ : Manuel Tadros) : James « Mac » McCord
- Michael Clarke Duncan (VF : Saïd Amadis ; VQ : Guy Nadon) : Starkweather Two Delta / Jamal Starkweather
- Ethan Phillips (VF : Daniel Lafourcade ; VQ : Alain Zouvi) : Jones Three Echo
- Brian Stepanek (VF : Pierre-François Pistorio ; VQ : Patrice Dubois) : Gandu Three Echo
- Kim Coates (VF : Patrick Osmond) : Charlie Whitman (non crédité)
- Shawnee Smith (VF : Laëtitia Godès) : Suzie
- Siobhan Flynn (VQ : Audrey Lacasse) : Lima One Alpha
- Mary Pat Gleason : la cantinière
- Yvette Nicole Brown : une infirmière
- Glenn Morshower : Medical Courier[Quoi ?]
- Phil Abrams (VF : Patrice Dozier) : le médecin

Version française (VF) sur RS Doublage et Voxofilm ; Version québécoise (VQ) sur Doublageqc

## Production

### Genèse et développement
Le script original de Caspian Tredwell-Owen se déroulait dans un futur lointain, avant que l'intrigue soit situé dans le présent pour des raisons budgétaires. Le script est ensuite retravaillé par Alex Kurtzman et Roberto Orci qui, selon Michael Bay, l'ont profondément remanié. C'est le premier film du cinéaste à ne pas être produit par Jerry Bruckheimer. C'est Steven Spielberg qui a pris contact avec Michael Bay pour cette première collaboration, qui se poursuivra avec la série de films Transformers.

### Tournage
Le tournage a lieu dans le Nevada (Rhyolite, Tonopah), à Détroit (Michigan Central Station), à Los Angeles (gare de Los Angeles, Terminal Island, The Ambassador Hotel, ...) et dans d'autres lieux de Californie (studios de Downey, Salton Sea, vallée de Coachella, Long Beach, Santa Ana, Eagle Mountain, ...) .

### Bande originale
| 1.    | The Island Awaits                  | Steve Jablonsky                                | 2:22 |
| 2.    | Where Do These Tubes Go?           | Steve Jablonsky                                | 2:06 |
| 3.    | Sector 6                           | Steve Jablonsky                                | 2:49 |
| 4.    | Starkweather                       | Steve Jablonsky                                | 4:12 |
| 5.    | Agnate Ukuleles                    | Steve Jablonsky                                | 2:37 |
| 6.    | You Have A Special Purpose In Life | Steve Jablonsky                                | 4:34 |
| 7.    | Mass Vehicular Carnage             | Steve Jablonsky                                | 2:25 |
| 8.    | Renovatio                          | Steve Jablonsky                                | 4:12 |
| 9.    | I'm Not Ready To Die               | Steve Jablonsky                                | 2:32 |
| 10.   | This Tongue Thing's Amazing        | Steve Jablonsky                                | 4:28 |
| 11.   | Mass Winnings                      | Steve Jablonsky                                | 5:07 |
| 12.   | The Craziest Mess I've Ever Seen   | Steve Jablonsky                                | 5:07 |
| 13.   | Send In The Clones                 | Steve Jablonsky                                | 4:30 |
| 14.   | My Name Is Lincoln                 | Steve Jablonsky                                | 3:42 |
| 15.   | Blow                               | Andrew Duncan, Michael Carney & The Prom Kings | 5:24 |
| 56:13 |                                    |                                                |      |

## Accueil

### Accusation de plagiat
Robert S. Fiveson, réalisateur et coscénariste du film The Clonus Horror (1979), a intenté une action pour violation du droit d'auteur contre DreamWorks et Warner Bros. Près d'une centaine de points de similitude ont été retenus. Le tribunal a statué que Robert S. Fiveson avait établi une preuve prima facie de contrefaçon. Avant que l'affaire puisse être jugée, DreamWorks a réglé un accord financier avec les plaignants pour un montant non divulgué,.

### Accueil critique
Il a reçu un accueil critique mitigé, recueillant 40 % de critiques positives, avec une note moyenne de 5,4/10 et sur la base de 200 critiques collectées, sur le site agrégateur de critiques Rotten Tomatoes. Sur Metacritic, il obtient un score de 50/100 sur la base de 38 critiques collectées.
En France, le site Allociné propose une note moyenne de 2,9⁄5 à partir de l'interprétation de critiques provenant de 20 titres de presse.

### Box-office
Le film a été un semi-échec commercial, rapportant environ 162 949 000 $ au box-office mondial, dont 35 818 000 $ en Amérique du Nord, pour un budget de 120 000 000 $. En France, il a réalisé 1 556 590 entrées.

## Distinctions

### Récompense
- Festival du film de Hollywood 2005 : maquillage de l'année pour Greg Nicotero

### Nominations

#### 2005
- Golden Schmoes Awards :
  - Meilleur film de science-fiction de l'année
  - Film le plus sous-estimé de l'année
  - Meilleure scène d'action de l'année pour la séquence de la poursuite sur autoroute
- Teen Choice Awards : meilleur film de l'été

#### 2006
- Academy of Science Fiction, Fantasy & Horror Films - Saturn Awards : meilleur film de science-fiction
- Motion Picture Sound Editors : meilleur montage son dans un long métrage - effets sonores et bruitages pour Christopher Assells, John T. Cucci, Dino Dimuro, Dan Hegeman, Chris Hogan, Lou Kleinman, Dave McMoyler, Dan O'Connell, Michael Payne, Peter Staubli, Bruce Tanis, Karen Vassar Triest et David Werntzv

## Éditions en vidéo
- En France, le film The Island est sorti en UMD[26] et DVD[27] le 1er mars 2006.

Par la suite, le film est ressorti plusieurs fois en DVD le :
- 28 mars 2007 en édition simple
- 24 octobre 2007 en édition HD DVD
- 6 février 2008 en édition simple
- 11 février 2009 en édition simple et en édition collector
- et le 10 mars 2010 en édition WB Environmental 
Le film est également sorti en Blu-ray le 24 octobre 2007, en VOD le 19 octobre 2009 et ressortie en Blu-ray le 29 mars 2017.
- Au Québec, le film est sorti en DVD / Blu-ray le 13 décembre 2005[36].

## Autour du film
- Le bateau Renovatio que Lincoln Six imagine et dessine et qui figure dans la scène finale est un WallyDesign 118.
- La « Cadillac 09 V12 » est un concept-car du nom de Cadillac Cien présenté en 2002 pour célébrer le 100e anniversaire de la marque Cadillac.
- Certains plans de la poursuite sur autoroute seront brièvement réutilisés dans Transformers 3 : La Face cachée de la Lune (2011), autre film de Michael Bay[15].